# 積翠院
積翠院（せきすいいん　生年不詳 - 永正10年9月11日（1513年10月9日））は戦国時代の人物。越後国上杉氏の女性。

## 概要
越後国守護上杉房定の娘。伊達尚宗の正室となって稙宗らを産んだ。実は上杉房実の娘（つまり上杉定実の実姉）で後に房定の養女となったという説もある。
伊達氏側の記録では定実の娘となっており、稙宗へ嫁いで伊達実元を産んだという説もある。実元の上杉家入嗣の経緯や定実・稙宗の年齢を考える（定実と稙宗は同年代と推定される）と、この異説は不自然である。しかし現在、正確な出自を記す確固たる証拠は無い。ただ、尚宗の青年期に越後守護だったのは房定であるから、房定の娘もしくは房実の娘である可能性は一番高いと考えられる。
また、伊達氏との婚姻について上杉家中では、これを否定的に見る家臣もいたことが中条氏の文書で記されている。